# Loxostege anartalis
Loxostege anartalis is een vlinder uit de familie van de grasmotten (Crambidae), uit de onderfamilie van de Pyraustinae. De wetenschappelijke naam van deze soort is voor het eerst voorgesteld als Eurycreon anartalis door Augustus Radcliffe Grote in een publicatie uit 1878.
De soort komt voor in het westen van de Verenigde Staten en West-Canada.